# Borneola
Borneola là một chi bọ cánh cứng trong họ Chrysomelidae.
Chi này được Mohamedsaid miêu tả khoa học năm 1998.

## Các loài
Các loài trong chi này gồm:
- Borneola hijau Mohamedsaid, 1998
- Borneola variabilis Mohamedsaid, 1998